# قلمان عبدالله
قلمان عبدالله، روستایی در دهستان توکهور بخش توکهور شهرستان میناب در استان هرمزگان ایران است.

## جمعیت
بر پایه سرشماری عمومی نفوس و مسکن در سال ۱۳۹۵، جمعیت این روستا برابر با ۵۵ نفر (۱۴ خانوار) بوده‌است.